# Count Matchuki
Count Machuki oder Count Matchuki (* 1939 in Kingston, Jamaika; † 1995; eigentlich Winston Cooper) war der erste jamaikanische Deejay. Damit war Machuki der Vorreiter des Chatting oder auch Toasting. In den 1950er Jahren begann er mit der Arbeit an seinem eigenen Soundsystem.

## Leben
Seine Karriere begann in einem anderen Genre. In den Fünfzigern arbeitete er als Tänzer beim Soundsystem Tom the Great Sebastian. Seinem aufsteigenden Bekanntheitsgrad folgend war er als Nächstes als jamaikanischer DJ, als Selector tätig. Dabei entwickelte er seine besondere Fähigkeit des Toasting. Eine zusätzliche Besonderheit bei Machukis Auftritten waren Tanzeinlagen, die er neben dem Deejaying auf der Bühne vorführte. Als Begründer des Toasting erhielt er bei Sir Coxsone Dodd einen Vertrag, der ihm damit den Weg zur eigenständigen Rolle eines Toasters ebnete. Die Rolle des Toasters konkretisierte und definierte Machuki durch immer mehr Reime, Scherze und Ansprachen an das Publikum, die er speziell für den Abend und die Stimmung auswählte. Später nahm ihn Prince Buster unter Vertrag, bei dem er zu einer anerkannten und bleibenden Größe als Toaster wurde. Durch seine Tätigkeit verhalf er Prince Buster an die Spitze seiner Popularität.
Machuki wurde zum Vorbild von Sir Lord Comic und King Stitt, die beide jedoch seine Fähigkeiten als Toaster nicht erreichten. Machuki toastete nicht nur, sondern interpretierte auch ausführlich den Rhythmus des jeweiligen Tracks. Machuki hat während seines Schaffens selbst keine Platten aufgenommen.
Als Begründer des Toasting und vor allem mit seiner persönlichen Weiterentwicklung dieser neuen Handlungsweise des DJs war Machuki ein Pionier und damit auch der Vorreiter vom legendären U-Roy.

## Hörbeispiele
- https://www.youtube.com/watch?v=-F77I8fc_ck
- https://www.youtube.com/watch?v=h7Z5OMFq5LA